# Krzyżowcy (film)
Krzyżowcy (niem. Die Kreuzritter, wł. Crociati) – włosko-niemiecki film historyczno-przygodowy z 2001 roku. Akcja filmu toczy się w czasie I wyprawy krzyżowej.

## Obsada
- Johannes Brandrup – Richard
- Thure Riefenstein – Andrew
- Alessandro Gassman – Peter
- Franco Nero – Ibnazul
- Elizabeta Djorevska
- Flavio Insinna – Bartolomew
- Milos Timotijevic – Johann
- Barbora Bobuľová – Rachel
- Rodolfo Corsato – Bastiano
- Uwe Ochsenknecht – Corrado
- Thomas Heinze – Książę Roland
- Karin Proia – Maria
- Armin Mueller-Stahl – Alessio
- Dieter Kirchlechner – Baron William
- Slobodan Ninković
- Olaf Gunnarson
- Renzo Stacchi
- Dubravko Jovanović
- Antonino Iuorio – Massoud